# Italia ai XXII Giochi olimpici invernali
L'Italia ha partecipato ai XXII Giochi olimpici invernali, che si sono svolti dal 7 al 23 febbraio a Soči in Russia, con una delegazione composta da 113 atleti. Per la prima volta dal 1980, non ha vinto alcuna medaglia d'oro, conquistando invece due argenti e sei bronzi.

## Medaglie
| Riepilogo quotidiano | Riepilogo quotidiano | Riepilogo quotidiano | Riepilogo quotidiano | Riepilogo quotidiano | Riepilogo quotidiano |
| Giorno               | Data                 | Oro                  | Argento              | Bronzo               | Totale               |
| -------------------- | -------------------- | -------------------- | -------------------- | -------------------- | -------------------- |
| 1º                   | 7                    | —                    | —                    | —                    | —                    |
| 2º                   | 8                    | 0                    | 0                    | 0                    | 0                    |
| 3º                   | 9                    | 0                    | 1                    | 1                    | 2                    |
| 4º                   | 10                   | 0                    | 0                    | 0                    | 0                    |
| 5º                   | 11                   | 0                    | 0                    | 0                    | 0                    |
| 6º                   | 12                   | 0                    | 0                    | 0                    | 0                    |
| 7º                   | 13                   | 0                    | 1                    | 0                    | 1                    |
| 8º                   | 14                   | 0                    | 0                    | 1                    | 1                    |
| 9º                   | 15                   | 0                    | 0                    | 1                    | 1                    |
| 10º                  | 16                   | 0                    | 0                    | 0                    | 0                    |
| 11º                  | 17                   | 0                    | 0                    | 0                    | 0                    |
| 12º                  | 18                   | 0                    | 0                    | 1                    | 1                    |
| 13º                  | 19                   | 0                    | 0                    | 1                    | 1                    |
| 14º                  | 20                   | 0                    | 0                    | 1                    | 1                    |
| 15º                  | 21                   | 0                    | 0                    | 0                    | 0                    |
| 16º                  | 22                   | 0                    | 0                    | 0                    | 0                    |
| 17º                  | 23                   | 0                    | 0                    | 0                    | 0                    |
| Totale               | Totale               | 0                    | 2                    | 6                    | 8                    |

### Medagliere per discipline
| Sport                 | Oro | Argento | Bronzo | Totale |
| --------------------- | --- | ------- | ------ | ------ |
| Short track           | 0   | 1       | 2      | 3      |
| Sci alpino            | 0   | 1       | 1      | 2      |
| Biathlon              | 0   | 0       | 1      | 1      |
| Pattinaggio di figura | 0   | 0       | 1      | 1      |
| Slittino              | 0   | 0       | 1      | 1      |
| Totale                | 0   | 2       | 6      | 8      |

### Medaglie d'argento
| Medaglia | Nome                | Sport       | Evento                  |
| -------- | ------------------- | ----------- | ----------------------- |
| Argento  | Christof Innerhofer | Sci alpino  | Discesa libera maschile |
| Argento  | Arianna Fontana     | Short track | 500 m femminile         |

### Medaglie di bronzo
| Medaglia | Nome                                                          | Sport                 | Evento                            |
| -------- | ------------------------------------------------------------- | --------------------- | --------------------------------- |
| Bronzo   | Arianna Fontana                                               | Short track           | 1500 m femminile                  |
| Bronzo   | Arianna Fontana Lucia Peretti Martina Valcepina Elena Viviani | Short track           | 3000 m staffetta femminile        |
| Bronzo   | Christof Innerhofer                                           | Sci alpino            | Supercombinata maschile           |
| Bronzo   | Carolina Kostner                                              | Pattinaggio di figura | Pattinaggio di figura femminile   |
| Bronzo   | Dorothea Wierer Karin Oberhofer Dominik Windisch Lukas Hofer  | Biathlon              | Staffetta mista 2x6 km + 2x7,5 km |
| Bronzo   | Armin Zöggeler                                                | Slittino              | Singolo maschile                  |

### Plurimedagliati
| Nome                | Sport       | Oro | Argento | Bronzo | Totale |
| ------------------- | ----------- | --- | ------- | ------ | ------ |
| Arianna Fontana     | Short track | 0   | 1       | 2      | 3      |
| Christof Innerhofer | Sci alpino  | 0   | 1       | 1      | 2      |

## Biathlon
L'Italia ha qualificato nel biathlon un totale di dieci atleti, cinque uomini e cinque donne.

### Uomini
| Gara                    | Atleta                                                            | Penalità    | Tempo d'arrivo | Posizione |
| ----------------------- | ----------------------------------------------------------------- | ----------- | -------------- | --------- |
| 10 km sprint            | Lukas Hofer                                                       | 1 (0+1)     | 25'08"8        | 12º       |
| 10 km sprint            | Christian De Lorenzi                                              | 2 (1+1)     | 26'25"4        | 47º       |
| 10 km sprint            | Dominik Windisch                                                  | 1 (1+0)     | 25'07"6        | 11º       |
| 10 km sprint            | Markus Windisch                                                   | 2 (1+1)     | 28'14"4        | 81º       |
| 12,5 km inseguimento    | Christian De Lorenzi                                              | 2 (1+1+0+0) | 36'58"2        | 42º       |
| 12,5 km inseguimento    | Lukas Hofer                                                       | 2 (1+0+0+1) | 34'53"1        | 17º       |
| 12,5 km inseguimento    | Dominik Windisch                                                  | 4 (1+0+2+1) | 35'40"0        | 25º       |
| 15 km partenza in linea | Lukas Hofer                                                       | DNF         | DNF            | DNF       |
| 15 km partenza in linea | Dominik Windisch                                                  | 5 (1+1+3+0) | 45'28"4        | 25º       |
| 20 km individuale       | Christian De Lorenzi                                              | 2 (1+0+0+1) | 53'13"1        | 31º       |
| 20 km individuale       | Lukas Hofer                                                       | 2 (0+1+0+1) | 51'34"6        | 14º       |
| 20 km individuale       | Dominik Windisch                                                  | 6 (1+1+1+3) | 56'31"4        | 65º       |
| 20 km individuale       | Markus Windisch                                                   | 4 (0+2+1+1) | 57'18"5        | 71º       |
| Staffetta 4x7,5 km      | Christian De Lorenzi Lukas Hofer Dominik Windisch Markus Windisch | 11 (0+11)   | 1h13'15"5      | 5º        |

### Donne
| Gara                      | Atleta                                                       | Penalità    | Tempo d'arrivo | Posizione |
| ------------------------- | ------------------------------------------------------------ | ----------- | -------------- | --------- |
| 7,5 km sprint             | Nicole Gontier                                               | 4 (1+3)     | 23'26"3        | 54ª       |
| 7,5 km sprint             | Karin Oberhofer                                              | 0 (0+0)     | 21'34"7        | 4ª        |
| 7,5 km sprint             | Michela Ponza                                                | 0 (0+0)     | 22'47"0        | 38ª       |
| 7,5 km sprint             | Dorothea Wierer                                              | 0 (0+0)     | 21'37"4        | 6ª        |
| 10 km inseguimento        | Nicole Gontier                                               | 6 (2+2+0+2) | 34'37"5        | 49ª       |
| 10 km inseguimento        | Karin Oberhofer                                              | 1 (0+0+1+0) | 30'37"8        | 8ª        |
| 10 km inseguimento        | Michela Ponza                                                | 3 (1+1+0+1) | 34'36"4        | 48ª       |
| 10 km inseguimento        | Dorothea Wierer                                              | 2 (0+0+2+0) | 31'03"2        | 17ª       |
| 12,5 km partenza in linea | Karin Oberhofer                                              | 2 (0+0+1+1) | 37'03"6        | 14ª       |
| 12,5 km partenza in linea | Dorothea Wierer                                              | 3 (1+2+0+0) | 38'37"4        | 26ª       |
| 15 km individuale         | Nicole Gontier                                               | 4 (0+1+2+1) | 49'51"2        | 45ª       |
| 15 km individuale         | Karin Oberhofer                                              | 2 (0+0+0+2) | 46'46"6        | 14ª       |
| 15 km individuale         | Alexia Runggaldier                                           | 1 (1+0+0+0) | 49'35"6        | 43ª       |
| 15 km individuale         | Dorothea Wierer                                              | DNS         | DNS            | DNS       |
| Staffetta 4x6 km          | Nicole Gontier Karin Oberhofer Michela Ponza Dorothea Wierer | 10 (1+9)    | 1h11'43"3      | 6ª        |

### Misto
| Gara                        | Atleta                                                       | Penalità | Tempo d'arrivo | Posizione |
| --------------------------- | ------------------------------------------------------------ | -------- | -------------- | --------- |
| Staffetta 2x6 km + 2x7,5 km | Karin Oberhofer Dorothea Wierer Lukas Hofer Dominik Windisch | 6 (0+6)  | 1h10'15"2      | Bronzo    |

## Bob
L'Italia ha qualificato nel bob un totale di quattro atleti, tutti uomini.
| Gara                   | Equipaggio                                                      | 1ª manche | 2ª manche | 3ª manche | 4ª manche | Totale  | Posizione |
| ---------------------- | --------------------------------------------------------------- | --------- | --------- | --------- | --------- | ------- | --------- |
| Bob a due maschile     | Simone Bertazzo Simone Fontana                                  | 57"06     | 57"02     | 56"90     | 56"84     | 3'47"82 | 14º       |
| Bob a quattro maschile | Simone Bertazzo Francesco Costa Simone Fontana Samuele Romanini | 55"78     | 55"73     | 56"06     | 55"88     | 3'43"45 | 18º       |

Durante un controllo, il 18 febbraio 2014, William Frullani (atleta frenatore del bob a quattro) è stato trovato positivo al dymetylpentylamine. Dopo le controanalisi, concluse con esito positivo, il 20 febbraio 2014, il CONI l'ha ritirato dalla competizione e l'ha sostituito con la riserva Samuele Romanini.

## Combinata nordica
L'Italia ha qualificato nella combinata nordica un totale di cinque atleti.
| Gara               | Atleta             | Salto     | Salto | Salto     | Fondo   | Fondo            | Posizione |
| Gara               | Atleta             | Lunghezza | Punti | Posizione | Tempo   | Tempo + distacco | Posizione |
| ------------------ | ------------------ | --------- | ----- | --------- | ------- | ---------------- | --------- |
| Trampolino normale | Samuel Costa       | 91,0      | 106,1 | 40º       | 24'31"2 | 26'13"2          | 30º       |
| Trampolino normale | Armin Bauer        | 92,5      | 107,3 | 35º       | 23'19"7 | 24'56"7          | 14º       |
| Trampolino normale | Alessandro Pittin  | 94,5      | 113,4 | 25º       | 22'47"5 | 23'59"5          | 4º        |
| Trampolino normale | Lukas Runggaldier  | 97,0      | 115,7 | 21º       | 23'06"9 | 24'09"9          | 7º        |
| Trampolino lungo   | Armin Bauer        | 115,0     | 91,4  | 41º       | 24'53"5 | 27'23"5          | 23º       |
| Trampolino lungo   | Giuseppe Michielli | 114,5     | 89,1  | 44º       | 26'56"9 | 29'36"9          | 41º       |
| Trampolino lungo   | Alessandro Pittin  | 119,5     | 93,2  | 39º       | 24'43"5 | 27'06"5          | 18º       |
| Trampolino lungo   | Lukas Runggaldier  | 112,5     | 86,8  | 46º       | 25'33"0 | 28'22"0          | 28º       |
| Gara a squadre     | Armin Bauer        | 112,0     | 383,9 | 9º        | 47'54"7 | 50'04"7          | 8º        |
| Gara a squadre     | Samuel Costa       | 120,0     | 383,9 | 9º        | 47'54"7 | 50'04"7          | 8º        |
| Gara a squadre     | Alessandro Pittin  | 116,5     | 383,9 | 9º        | 47'54"7 | 50'04"7          | 8º        |
| Gara a squadre     | Lukas Runggaldier  | 110,5     | 383,9 | 9º        | 47'54"7 | 50'04"7          | 8º        |

## Freestyle
L'Italia ha qualificato nel freestyle un totale di quattro atleti, due uomini e due donne.
| Gara                 | Atleta          | Qualificazioni | Qualificazioni | Qualificazioni | Qualificazioni | Qualificazioni | Finale          | Finale          | Finale          | Finale          | Finale          |
| Gara                 | Atleta          | Curve          | Salti          | Tempo          | Totale         | Posizione      | Curve           | Salti           | Tempo           | Totale          | Posizione       |
| -------------------- | --------------- | -------------- | -------------- | -------------- | -------------- | -------------- | --------------- | --------------- | --------------- | --------------- | --------------- |
| Gobbe femminile      | Deborah Scanzio | 11,0           | 4,38           | 5,63           | 21,01          | 2ª Q           | 9,6             | 4,36            | 6,21            | 20,07           | 11ª             |
| Gobbe maschile       | Giacomo Matiz   | 9,7            | 3,96           | 5,44           | 19,10          | 11º            | non qualificato | non qualificato | non qualificato | non qualificato | non qualificato |
| Gara                 | Atleta          | Qualificazioni | Qualificazioni | Qualificazioni | Qualificazioni | Qualificazioni | Finale          | Finale          | Finale          | Finale          | Finale          |
| Gara                 | Atleta          | 1ª manche      | 1ª manche      | 2ª manche      | 2ª manche      | Posizione      | 1ª manche       | 1ª manche       | 2ª manche       | 2ª manche       | Posizione       |
| Slopestyle femminile | Silvia Bertagna | 70,60          | 70,60          | 11,80          | 11,80          | 12ª Q          | 69,60           | 69,60           | 21,80           | 21,80           | 8ª              |
| Slopestyle maschile  | Markus Eder     | 11,80          | 11,80          | 79,00          | 79,00          | 15º            | non qualificato | non qualificato | non qualificato | non qualificato | non qualificato |

## Pattinaggio di figura
L'Italia ha qualificato nel pattinaggio di figura un totale di undici atleti, cinque uomini e sei donne.
| Gara              | Atleta                             | Programma corto | Programma corto | Programma libero | Programma libero | Totale          | Totale          |
| Gara              | Atleta                             | Punti           | Posizione       | Punti            | Posizione        | Punti           | Posizione       |
| ----------------- | ---------------------------------- | --------------- | --------------- | ---------------- | ---------------- | --------------- | --------------- |
| Singolo maschile  | Paul Bonifacio Parkinson           | 56,30           | 27º             | non qualificato  | non qualificato  | non qualificato | non qualificato |
| Singolo femminile | Valentina Marchei                  | 57,02           | 12ª             | 116,31           | 10ª              | 173,33          | 11ª             |
| Singolo femminile | Carolina Kostner                   | 74,12           | 3ª              | 142,61           | 4ª               | 216,73          | Bronzo          |
| Coppie            | Stefania Berton Ondřej Hotárek     | 63,57           | 11º Q           | 115,51           | 10º              | 179,08          | 11º             |
| Coppie            | Nicole Della Monica Matteo Guarise | 51,64           | 16º Q           | 86,22            | 16º              | 137,86          | 16º             |
| Gara a squadre    | Paul Bonifacio Parkinson           | 1               | 10º             | 6                | 5º               | 52              | 4º              |
| Gara a squadre    | Valentina Marchei                  | non partecipa   | non partecipa   | 8                | 3ª               | 52              | 4º              |
| Gara a squadre    | Carolina Kostner                   | 9               | 2ª              | non partecipa    | non partecipa    | 52              | 4º              |
| Gara a squadre    | Stefania Berton e Ondřej Hotárek   | 7               | 4º              | 8                | 3º               | 52              | 4º              |
| Gara a squadre    | Anna Cappellini e Luca Lanotte     | 6               | 5º              | non partecipano  | non partecipano  | 52              | 4º              |
| Gara a squadre    | Charlène Guignard e Marco Fabbri   | non partecipano | non partecipano | 7                | 4º               | 52              | 4º              |
| Danza su ghiaccio | Anna Cappellini Luca Lanotte       | 67,58           | 6º Q            | 101,92           | 7º               | 169,50          | 6º              |
| Danza su ghiaccio | Charlène Guignard Marco Fabbri     | 58,14           | 15º Q           | 86,64            | 14º              | 144,78          | 14º             |

## Pattinaggio di velocità
L'Italia ha qualificato nel pattinaggio di velocità un totale di sei atleti, quattro uomini e due donne.
| Gara             | Atleta                 | 1º tempo    | 2º tempo    | Totale      | Posizione |
| ---------------- | ---------------------- | ----------- | ----------- | ----------- | --------- |
| 500 m maschile   | David Bosa             | 35"63       | 35"64       | 71"28       | 31º       |
| 500 m maschile   | Mirko Giacomo Nenzi    | 35"56       | 35"51       | 71"07       | 28º       |
| 500 m femminile  | Yvonne Daldossi        | 39"30       | 39"34       | 78"64       | 30ª       |
| Gara             | Atleta                 | Tempo unico | Tempo unico | Tempo unico | Posizione |
| 1000 m maschile  | Mirko Giacomo Nenzi    | 1'10"32     | 1'10"32     | 1'10"32     | 25º       |
| 1500 m maschile  | Matteo Anesi           | 1'50"59     | 1'50"59     | 1'50"59     | 39º       |
| 1500 m maschile  | Mirko Giacomo Nenzi    | 1'47"48     | 1'47"48     | 1'47"48     | 17º       |
| 3000 m femminile | Francesca Lollobrigida | 4'16"52     | 4'16"52     | 4'16"52     | 23ª       |
| 5000 m maschile  | Andrea Giovannini      | 6'30"84     | 6'30"84     | 6'30"84     | 17º       |

## Salto con gli sci
L'Italia ha qualificato nel salto con gli sci un totale di cinque atleti, tre uomini e due donne.
| Gara                         | Atleta              | Qualificazioni | Qualificazioni | Qualificazioni | Finale          | Finale          | Finale          | Finale          | Finale          | Posizione       |
| Gara                         | Atleta              | Lunghezza      | Punti          | Pos.           | Lungh. 1º salto | Punti 1º salto  | Lungh. 2º salto | Punti 2º salto  | Punti totali    | Posizione       |
| ---------------------------- | ------------------- | -------------- | -------------- | -------------- | --------------- | --------------- | --------------- | --------------- | --------------- | --------------- |
| Trampolino normale femminile | Evelyn Insam        | N.D.           | N.D.           | N.D.           | 98,5            | 120,5           | 99,0            | 121,7           | 242,2           | 5ª              |
| Trampolino normale femminile | Elena Runggaldier   | N.D.           | N.D.           | N.D.           | 85,0            | 86,2            | 88,0            | 93,4            | 179,6           | 29ª             |
| Trampolino normale maschile  | Davide Bresadola    | 90,5           | 104,3          | 38º Q          | DSQ             | DSQ             | DSQ             | DSQ             | DSQ             | DSQ             |
| Trampolino normale maschile  | Sebastian Colloredo | 97,0           | 116,9          | 11º Q          | 97,0            | 118,9           | 94,0            | 113,7           | 232,6           | 28º             |
| Trampolino normale maschile  | Roberto Dellasega   | 89,5           | 96,4           | 44º            | non qualificato | non qualificato | non qualificato | non qualificato | non qualificato | non qualificato |
| Trampolino lungo             | Davide Bresadola    | 115,0          | 83,9           | 41º            | non qualificato | non qualificato | non qualificato | non qualificato | non qualificato | non qualificato |
| Trampolino lungo             | Sebastian Colloredo | 124,0          | 104,1          | 22º Q          | 130,5           | 116,7           | 124,5           | 102,9           | 219,6           | 30º             |
| Trampolino lungo             | Roberto Dellasega   | 112,0          | 68,9           | 50º            | non qualificato | non qualificato | non qualificato | non qualificato | non qualificato | non qualificato |

## Sci alpino
L'Italia ha qualificato nello sci alpino un totale di diciannove atleti, undici uomini e otto donne.

### Uomini
| Gara           | Atleta              | 1ª manche          | 2ª manche          | Tempo totale       | Posizione |
| -------------- | ------------------- | ------------------ | ------------------ | ------------------ | --------- |
| Slalom         | Stefano Gross       | 47"45              | 55"27              | 1'42"72            | 4º        |
| Slalom         | Manfred Mölgg       | 48"38              | DNF                | DNF                | DNF       |
| Slalom         | Giuliano Razzoli    | 48"50              | DNF                | DNF                | DNF       |
| Slalom         | Patrick Thaler      | DNF                | DNF                | DNF                | DNF       |
| Gigante        | Luca De Aliprandini | 1'23"08            | 1'23"83            | 2'46"91            | 11º       |
| Gigante        | Manfred Mölgg       | 1'22"93            | DNF                | DNF                | DNF       |
| Gigante        | Roberto Nani        | 1'22"65            | DNF                | DNF                | DNF       |
| Gigante        | Davide Simoncelli   | 1'22"35            | 1'25"00            | 2'47"35            | 17º       |
| Supercombinata | Peter Fill          | 1'54"98            | DNF                | DNF                | DNF       |
| Supercombinata | Christof Innerhofer | 1'54"30            | 51"37              | 2'45"67            | Bronzo    |
| Supercombinata | Dominik Paris       | 1'54"46            | 54"99              | 2'49"45            | 18º       |
| Gara           | Atleta              | Tempo unica manche | Tempo unica manche | Tempo unica manche | Posizione |
| Supergigante   | Peter Fill          | 1'18"85            | 1'18"85            | 1'18"85            | 8º        |
| Supergigante   | Werner Heel         | 1'19"74            | 1'19"74            | 1'19"74            | 17º       |
| Supergigante   | Christof Innerhofer | DNF                | DNF                | DNF                | DNF       |
| Supergigante   | Dominik Paris       | 1'19"70            | 1'19"70            | 1'19"70            | 16º       |
| Discesa        | Peter Fill          | 2'06"72            | 2'06"72            | 2'06"72            | 7º        |
| Discesa        | Werner Heel         | 2'07"16            | 2'07"16            | 2'07"16            | 12º       |
| Discesa        | Christof Innerhofer | 2'06"29            | 2'06"29            | 2'06"29            | Argento   |
| Discesa        | Dominik Paris       | 2'07"13            | 2'07"13            | 2'07"13            | 11º       |

### Donne
| Gara           | Atleta              | 1ª manche          | 2ª manche          | Tempo totale       | Posizione |
| -------------- | ------------------- | ------------------ | ------------------ | ------------------ | --------- |
| Slalom         | Federica Brignone   | 56"98              | DNF                | DNF                | DNF       |
| Slalom         | Chiara Costazza     | 57"32              | DNF                | DNF                | DNF       |
| Gigante        | Federica Brignone   | DNF                | DNF                | DNF                | DNF       |
| Gigante        | Nadia Fanchini      | 1'18"53            | 1'18"72            | 2'37"25            | 4ª        |
| Gigante        | Denise Karbon       | 1'19"49            | DNF                | DNF                | DNF       |
| Gigante        | Francesca Marsaglia | 1'21"63            | 1'18"29            | 2'39"92            | 16ª       |
| Supercombinata | Federica Brignone   | 1'45"68            | 51"94              | 2'37"62            | 11ª       |
| Supercombinata | Elena Fanchini      | 1'44"45            | DNS                | DNS                | DNS       |
| Supercombinata | Daniela Merighetti  | 1'44"64            | DNS                | DNS                | DNS       |
| Supercombinata | Francesca Marsaglia | 1'43"96            | DNF                | DNF                | DNF       |
| Gara           | Atleta              | Tempo unica manche | Tempo unica manche | Tempo unica manche | Posizione |
| Supergigante   | Nadia Fanchini      | 1'27"20            | 1'27"20            | 1'27"20            | 10ª       |
| Supergigante   | Francesca Marsaglia | DNF                | DNF                | DNF                | DNF       |
| Supergigante   | Daniela Merighetti  | DNF                | DNF                | DNF                | DNF       |
| Supergigante   | Verena Stuffer      | 1'27"52            | 1'27"52            | 1'27"52            | 11ª       |
| Discesa        | Elena Fanchini      | 1'42"70            | 1'42"70            | 1'42"70            | 12ª       |
| Discesa        | Nadia Fanchini      | 1'43"48            | 1'43"48            | 1'43"48            | 22ª       |
| Discesa        | Daniela Merighetti  | 1'41"84            | 1'41"84            | 1'41"84            | 4ª        |
| Discesa        | Verena Stuffer      | 1'42"75            | 1'42"75            | 1'42"75            | 14ª       |

## Sci di fondo
L'Italia ha qualificato nello sci di fondo un totale di sedici atleti, nove uomini e sette donne.

### Uomini
| Gara                   | Atleta                              | Qualificazioni   | Qualificazioni   | Quarti di finale | Quarti di finale | Semifinali      | Semifinali      | Finale          | Finale          |
| Gara                   | Atleta                              | Tempo            | Posizione        | Tempo            | Posizione        | Tempo           | Posizione       | Tempo           | Posizione       |
| ---------------------- | ----------------------------------- | ---------------- | ---------------- | ---------------- | ---------------- | --------------- | --------------- | --------------- | --------------- |
| Sprint                 | David Hofer                         | 3'35"68          | 18º Q            | 3'44"87          | 3º               | non qualificato | non qualificato | non qualificato | non qualificato |
| Sprint                 | Enrico Nizzi                        | 3'40"89          | 44º              | non qualificato  | non qualificato  | non qualificato | non qualificato | non qualificato | non qualificato |
| Sprint                 | Dietmar Nöckler                     | 3'40"27          | 38º              | non qualificato  | non qualificato  | non qualificato | non qualificato | non qualificato | non qualificato |
| Sprint                 | Federico Pellegrino                 | 3'30"38          | 3º Q             | 3'43"97          | 1º Q             | 3'55"99         | 6º              | non qualificato | non qualificato |
| Sprint a squadre       | Dietmar Nöckler Federico Pellegrino | N.D.             | N.D.             | N.D.             | N.D.             | 23'58"12        | 5º              | non qualificato | non qualificato |
| Gara                   | Atleta                              | Tempo gara unica | Tempo gara unica | Tempo gara unica | Tempo gara unica | Posizione       | Posizione       | Posizione       | Posizione       |
| 15 km tecnica classica | Francesco De Fabiani                | 41'00"8          | 41'00"8          | 41'00"8          | 41'00"8          | 30º             | 30º             | 30º             | 30º             |
| 15 km tecnica classica | Dietmar Nöckler                     | 41'11"9          | 41'11"9          | 41'11"9          | 41'11"9          | 32º             | 32º             | 32º             | 32º             |
| 15 km tecnica classica | Fabio Pasini                        | 42'42"3          | 42'42"3          | 42'42"3          | 42'42"3          | 48º             | 48º             | 48º             | 48º             |
| 15 km tecnica classica | Mattia Pellegrin                    | 41'20"1          | 41'20"1          | 41'20"1          | 41'20"1          | 36º             | 36º             | 36º             | 36º             |
| 50 km tecnica libera   | Roland Clara                        | 1h47'28"6        | 1h47'28"6        | 1h47'28"6        | 1h47'28"6        | 11º             | 11º             | 11º             | 11º             |
| 50 km tecnica libera   | Francesco De Fabiani                | 1h47'51"8        | 1h47'51"8        | 1h47'51"8        | 1h47'51"8        | 25º             | 25º             | 25º             | 25º             |
| 50 km tecnica libera   | David Hofer                         | 1h47'35"7        | 1h47'35"7        | 1h47'35"7        | 1h47'35"7        | 16º             | 16º             | 16º             | 16º             |
| Skiathlon              | Roland Clara                        | 1h10'56"3        | 1h10'56"3        | 1h10'56"3        | 1h10'56"3        | 30º             | 30º             | 30º             | 30º             |
| Skiathlon              | Francesco De Fabiani                | 1h10'10"7        | 1h10'10"7        | 1h10'10"7        | 1h10'10"7        | 22º             | 22º             | 22º             | 22º             |
| Skiathlon              | Giorgio Di Centa                    | 1h08'43"1        | 1h08'43"1        | 1h08'43"1        | 1h08'43"1        | 12º             | 12º             | 12º             | 12º             |
| Gara                   | Atleta                              | Tempi singoli    | Tempi singoli    | Tempo totale     | Tempo totale     | Posizione       | Posizione       | Posizione       | Posizione       |
| Staffetta 4x10 km      | Roland Clara                        | 21'00"4          | 21'00"4          | 1h30'04"7        | 1h30'04"7        | 5º              | 5º              | 5º              | 5º              |
| Staffetta 4x10 km      | Giorgio Di Centa                    | 23'16"3          | 23'16"3          | 1h30'04"7        | 1h30'04"7        | 5º              | 5º              | 5º              | 5º              |
| Staffetta 4x10 km      | David Hofer                         | 22'06"5          | 22'06"5          | 1h30'04"7        | 1h30'04"7        | 5º              | 5º              | 5º              | 5º              |
| Staffetta 4x10 km      | Dietmar Nöckler                     | 23'41"5          | 23'41"5          | 1h30'04"7        | 1h30'04"7        | 5º              | 5º              | 5º              | 5º              |

### Donne
| Gara                   | Atleta                         | Qualificazioni   | Qualificazioni   | Quarti di finale | Quarti di finale | Semifinali      | Semifinali      | Finale          | Finale          |
| Gara                   | Atleta                         | Tempo            | Posizione        | Tempo            | Posizione        | Tempo           | Posizione       | Tempo           | Posizione       |
| ---------------------- | ------------------------------ | ---------------- | ---------------- | ---------------- | ---------------- | --------------- | --------------- | --------------- | --------------- |
| Sprint                 | Ilaria Debertolis              | 2'40"29          | 32ª              | non qualificata  | non qualificata  | non qualificata | non qualificata | non qualificata | non qualificata |
| Sprint                 | Greta Laurent                  | 2'36"30          | 16ª Q            | 2'52"07          | 6ª               | non qualificata | non qualificata | non qualificata | non qualificata |
| Sprint                 | Gaia Vuerich                   | 2'35"81          | 13ª Q            | 2'35"65          | 3ª Q             | 2'36"87         | 3ª              | non qualificata | non qualificata |
| Sprint a squadre       | Ilaria Debertolis Gaia Vuerich | N.D.             | N.D.             | N.D.             | N.D.             | 17'35"98        | 7ª              | non qualificata | non qualificata |
| Gara                   | Atleta                         | Tempo gara unica | Tempo gara unica | Tempo gara unica | Tempo gara unica | Posizione       | Posizione       | Posizione       | Posizione       |
| 10 km tecnica classica | Elisa Brocard                  | 31'28"0          | 31'28"0          | 31'28"0          | 31'28"0          | 40ª             | 40ª             | 40ª             | 40ª             |
| 10 km tecnica classica | Marina Piller                  | 31'07"6          | 31'07"6          | 31'07"6          | 31'07"6          | 31ª             | 31ª             | 31ª             | 31ª             |
| 30 km tecnica libera   | Debora Agreiter                | 1h12'42"0        | 1h12'42"0        | 1h12'42"0        | 1h12'42"0        | 13ª             | 13ª             | 13ª             | 13ª             |
| 30 km tecnica libera   | Elisa Brocard                  | 1h12'58"5        | 1h12'58"5        | 1h12'58"5        | 1h12'58"5        | 16ª             | 16ª             | 16ª             | 16ª             |
| 30 km tecnica libera   | Ilaria Debertolis              | 1h20'22"2        | 1h20'22"2        | 1h20'22"2        | 1h20'22"2        | 44ª             | 44ª             | 44ª             | 44ª             |
| 30 km tecnica libera   | Marina Piller                  | 1h14'44"7        | 1h14'44"7        | 1h14'44"7        | 1h14'44"7        | 25ª             | 25ª             | 25ª             | 25ª             |
| Skiathlon              | Debora Agreiter                | 41'04"8          | 41'04"8          | 41'04"8          | 41'04"8          | 30ª             | 30ª             | 30ª             | 30ª             |
| Skiathlon              | Elisa Brocard                  | 41'12"6          | 41'12"6          | 41'12"6          | 41'12"6          | 32ª             | 32ª             | 32ª             | 32ª             |
| Skiathlon              | Virginia De Martin Topranin    | 42'17"6          | 42'17"6          | 42'17"6          | 42'17"6          | 44ª             | 44ª             | 44ª             | 44ª             |
| Skiathlon              | Marina Piller                  | 40'14"0          | 40'14"0          | 40'14"0          | 40'14"0          | 16ª             | 16ª             | 16ª             | 16ª             |
| Gara                   | Atleta                         | Tempi singoli    | Tempi singoli    | Tempo totale     | Tempo totale     | Posizione       | Posizione       | Posizione       | Posizione       |
| Staffetta 4x5 km       | Elisa Brocard                  | 14'49"4          | 14'49"4          | 55'19"9          | 55'19"9          | 8ª              | 8ª              | 8ª              | 8ª              |
| Staffetta 4x5 km       | Ilaria Debertolis              | 13'20"7          | 13'20"7          | 55'19"9          | 55'19"9          | 8ª              | 8ª              | 8ª              | 8ª              |
| Staffetta 4x5 km       | Virginia De Martin Topranin    | 14'26"9          | 14'26"9          | 55'19"9          | 55'19"9          | 8ª              | 8ª              | 8ª              | 8ª              |
| Staffetta 4x5 km       | Marina Piller                  | 12'43"9          | 12'43"9          | 55'19"9          | 55'19"9          | 8ª              | 8ª              | 8ª              | 8ª              |

## Short track
L'Italia ha qualificato nello short track un totale di dieci atleti, cinque uomini e cinque donne.

### Uomini
| Gara             | Atleta                                                                        | Batterie | Batterie  | Quarti di finale | Quarti di finale | Semifinali      | Semifinali      | Finale          | Finale          |
| Gara             | Atleta                                                                        | Tempo    | Posizione | Tempo            | Posizione        | Tempo           | Posizione       | Tempo           | Posizione       |
| ---------------- | ----------------------------------------------------------------------------- | -------- | --------- | ---------------- | ---------------- | --------------- | --------------- | --------------- | --------------- |
| 500 m            | Yuri Confortola                                                               | 42"042   | 3º        | non qualificato  | non qualificato  | non qualificato | non qualificato | non qualificato | non qualificato |
| 500 m            | Anthony Lobello                                                               | 42"133   | 4º        | non qualificato  | non qualificato  | non qualificato | non qualificato | non qualificato | non qualificato |
| 1000 m           | Yuri Confortola                                                               | 1'26"956 | 2º Q      | 1'25"428         | 4º               | non qualificato | non qualificato | non qualificato | non qualificato |
| 1500 m           | Yuri Confortola                                                               | 2'14"143 | 2º Q      | N.D.             | N.D.             | 2'19"086        | 5º              | non qualificato | non qualificato |
| 1500 m           | Tommaso Dotti                                                                 | 2'17"300 | 5º        | N.D.             | N.D.             | non qualificato | non qualificato | non qualificato | non qualificato |
| 5000 m staffetta | Yuri Confortola Tommaso Dotti Anthony Lobello Nicola Rodigari Davide Viscardi | N.D.     | N.D.      | N.D.             | N.D.             | 6'45"253        | 3º Q            | 6'44"904        | 3º              |

### Donne
| Gara             | Atleta                                                        | Batterie | Batterie  | Quarti di finale | Quarti di finale | Semifinali      | Semifinali      | Finale          | Finale          |
| Gara             | Atleta                                                        | Tempo    | Posizione | Tempo            | Posizione        | Tempo           | Posizione       | Tempo           | Posizione       |
| ---------------- | ------------------------------------------------------------- | -------- | --------- | ---------------- | ---------------- | --------------- | --------------- | --------------- | --------------- |
| 500 m            | Arianna Fontana                                               | 43"568   | 1ª Q      | 43"405           | 1ª Q             | 43"624          | 2ª Q            | 51"250          | Argento         |
| 500 m            | Martina Valcepina                                             | 44"493   | 3ª        | non qualificata  | non qualificata  | non qualificata | non qualificata | non qualificata | non qualificata |
| 500 m            | Elena Viviani                                                 | 44"623   | 4ª        | non qualificata  | non qualificata  | non qualificata | non qualificata | non qualificata | non qualificata |
| 1000 m           | Arianna Fontana                                               | 1'32"983 | 1ª Q      | DSQ              | DSQ              | DSQ             | DSQ             | DSQ             | DSQ             |
| 1000 m           | Martina Valcepina                                             | 1'34"226 | 3ª Q      | DNS              | DNS              | DNS             | DNS             | DNS             | DNS             |
| 1000 m           | Elena Viviani                                                 | 1'33"352 | 4ª        | non qualificata  | non qualificata  | non qualificata | non qualificata | non qualificata | non qualificata |
| 1500 m           | Arianna Fontana                                               | 2'29"645 | 1ª Q      | N.D.             | N.D.             | 2'19"336        | 1ª Q            | 2'19"416        | Bronzo          |
| 1500 m           | Lucia Peretti                                                 | 2'22"953 | 4ª        | N.D.             | N.D.             | non qualificata | non qualificata | non qualificata | non qualificata |
| 1500 m           | Martina Valcepina                                             | 2'27"212 | 4ª        | N.D.             | N.D.             | non qualificata | non qualificata | non qualificata | non qualificata |
| 3000 m staffetta | Arianna Fontana Lucia Peretti Martina Valcepina Elena Viviani | N.D.     | N.D.      | N.D.             | N.D.             | 4'11"282        | 2ª Q            | 4'14"014        | Bronzo          |

## Skeleton
L'Italia ha qualificato nello skeleton un solo atleta, un uomo.
| Gara             | Atleta         | 1ª manche | 2ª manche | 3ª manche | 4ª manche | Totale  | Posizione |
| ---------------- | -------------- | --------- | --------- | --------- | --------- | ------- | --------- |
| Singolo maschile | Maurizio Oioli | 57"69     | 57"27     | 57"85     | 57"87     | 3'50"68 | 18º       |

## Slittino
L'Italia ha qualificato nello slittino un totale di dieci atleti, sette uomini e tre donne.
| Gara              | Atleta                                                             | 1ª manche       | 2ª manche       | 3ª manche      | 4ª manche      | Totale   | Posizione |
| ----------------- | ------------------------------------------------------------------ | --------------- | --------------- | -------------- | -------------- | -------- | --------- |
| Singolo femminile | Sandra Gasparini                                                   | 51"032          | 50"803          | 50"959         | 50"962         | 3'23"756 | 14ª       |
| Singolo femminile | Sandra Robatscher                                                  | 51"589          | 50"981          | 51"678         | 51"258         | 3'25"506 | 22ª       |
| Singolo femminile | Andrea Vötter                                                      | 50"937          | 51"592          | 51"240         | 51"290         | 3'25"059 | 19ª       |
| Singolo maschile  | Dominik Fischnaller                                                | 52"729          | 52"540          | 52"007         | 52"203         | 3'29"479 | 6º        |
| Singolo maschile  | Emanuel Rieder                                                     | 52"981          | 52"875          | 52"578         | 52"511         | 3'30"945 | 19º       |
| Singolo maschile  | Armin Zöggeler                                                     | 52"506          | 52"387          | 51"910         | 51"994         | 3'28"797 | Bronzo    |
| Gara              | Atleta                                                             | 1ª manche       | 1ª manche       | 2ª manche      | 2ª manche      | Totale   | Posizione |
| Doppio            | Christian Oberstolz Patrick Gruber                                 | 49"976          | 49"976          | 50"043         | 50"043         | 1'40"019 | 6º        |
| Doppio            | Ludwig Rieder Patrick Rastner                                      | 50"064          | 50"064          | 49"975         | 49"975         | 1'40"039 | 7º        |
| Gara              | Atleta                                                             | Discesa singolo | Discesa singolo | Discesa doppio | Discesa doppio | Totale   | Posizione |
| Gara a squadre    | Sandra Gasparini Armin Zöggeler Christian Oberstolz Patrick Gruber | 54"823          | 56"039          | 56"558         | 56"558         | 2'47"420 | 5º        |

## Snowboard
L'Italia ha qualificato nello snowboard un totale di dodici atleti, otto uomini e quattro donne.
| Gara                               | Atleta             | Qualificazioni | Qualificazioni | Qualificazioni | Qualificazioni | Ottavi          | Ottavi          | Quarti          | Quarti          | Semifinali      | Semifinali      | Finale          | Finale          |
| Gara                               | Atleta             | 1ª manche      | 2ª manche      | Totale         | Posizione      | Scontro         | Tempo           | Scontro         | Tempo           | Scontro         | Tempo           | Scontro         | Tempo           |
| ---------------------------------- | ------------------ | -------------- | -------------- | -------------- | -------------- | --------------- | --------------- | --------------- | --------------- | --------------- | --------------- | --------------- | --------------- |
| Slalom gigante parallelo maschile  | Meinhard Erlacher  | DSQ            | DSQ            | DSQ            | DSQ            | DSQ             | DSQ             | DSQ             | DSQ             | DSQ             | DSQ             | DSQ             | DSQ             |
| Slalom gigante parallelo maschile  | Roland Fischnaller | 50"68          | 49"80          | 1'40"48        | 18º            | non qualificato | non qualificato | non qualificato | non qualificato | non qualificato | non qualificato | non qualificato | non qualificato |
| Slalom gigante parallelo maschile  | Aaron March        | DSQ            | DSQ            | DSQ            | DSQ            | DSQ             | DSQ             | DSQ             | DSQ             | DSQ             | DSQ             | DSQ             | DSQ             |
| Slalom gigante parallelo maschile  | Christoph Mick     | 52"83          | 55"42          | 1'48"25        | 28º            | non qualificato | non qualificato | non qualificato | non qualificato | non qualificato | non qualificato | non qualificato | non qualificato |
| Slalom gigante parallelo femminile | Corinna Boccacini  | 56"78          | 55"07          | 1'51"85        | 16ª Q          | Takeuchi        | -               | non qualificata | non qualificata | non qualificata | non qualificata | non qualificata | non qualificata |
| Slalom gigante parallelo femminile | Corinna Boccacini  | 56"78          | 55"07          | 1'51"85        | 16ª Q          | Boccacini       | +1"93           | non qualificata | non qualificata | non qualificata | non qualificata | non qualificata | non qualificata |
| Slalom gigante parallelo femminile | Nadya Ochner       | 1'04"08        | 55"80          | 1'59"88        | 26ª            | non qualificata | non qualificata | non qualificata | non qualificata | non qualificata | non qualificata | non qualificata | non qualificata |
| Slalom parallelo femminile         | Corinna Boccacini  | 32"48          | 32"48          | 1'04"96        | 8ª Q           | Boccacini       | Q               | Kreiner         | +0"05           | Boccacini       | +5"18 Q         | Boccacini       | +0"13 4ª        |
| Slalom parallelo femminile         | Corinna Boccacini  | 32"48          | 32"48          | 1'04"96        | 8ª Q           | Riegler         | +2"78           | Boccacini       | Q               | Dujmovits       | -               | Kober           | -               |
| Slalom parallelo femminile         | Nadya Ochner       | 32"66          | 33"13          | 1'05"79        | 22ª            | non qualificata | non qualificata | non qualificata | non qualificata | non qualificata | non qualificata | non qualificata | non qualificata |
| Slalom parallelo maschile          | Meinhard Erlacher  | 30"54          | 30"08          | 1'00"62        | 25º            | non qualificato | non qualificato | non qualificato | non qualificato | non qualificato | non qualificato | non qualificato | non qualificato |
| Slalom parallelo maschile          | Roland Fischnaller | 29"86          | 29"57          | 59"43          | 9º Q           | Flütsch         | +0"11           | Wild            | -               | non qualificato | non qualificato | non qualificato | non qualificato |
| Slalom parallelo maschile          | Roland Fischnaller | 29"86          | 29"57          | 59"43          | 9º Q           | Fischnaller     | Q               | Fischnaller     | +0"52           | non qualificato | non qualificato | non qualificato | non qualificato |
| Slalom parallelo maschile          | Aaron March        | 29"52          | 29"92          | 59"44          | 11º Q          | Schoch          | DSQ             | Mathies         | +0"29           | March           | DSQ Q           | Karl            | -               |
| Slalom parallelo maschile          | Aaron March        | 29"52          | 29"92          | 59"44          | 11º Q          | March           | Q               | March           | Q               | Košir           | -               | March           | +16"25 4º       |
| Slalom parallelo maschile          | Christoph Mick     | 30"07          | 30"15          | 1'00"22        | 20º            | non qualificato | non qualificato | non qualificato | non qualificato | non qualificato | non qualificato | non qualificato | non qualificato |
| Gara                               | Atleta             | Qualificazioni | Qualificazioni | Qualificazioni | Qualificazioni | Ottavi          | Ottavi          | Quarti          | Quarti          | Semifinali      | Semifinali      | Finale          | Finale          |
| Gara                               | Atleta             | 1ª manche      | 2ª manche      | Posizione      | Posizione      | Ottavi          | Ottavi          | Quarti          | Quarti          | Semifinali      | Semifinali      | Finale          | Finale          |
| Snowboard cross femminile          | Raffaella Brutto   | 1'25"11        | DNS            | 19ª Q          | 19ª Q          | N.D.            | N.D.            | 4ª              | 4ª              | non qualificata | non qualificata | non qualificata | non qualificata |
| Snowboard cross femminile          | Michela Moioli     | 1'24"72        | DNS            | 18ª Q          | 18ª Q          | N.D.            | N.D.            | 2ª Q            | 2ª Q            | 3ª Q            | 3ª Q            | DNF             | DNF             |
| Snowboard cross maschile           | Tommaso Leoni      | non disputate  | non disputate  | Q              | Q              | 3º Q            | 3º Q            | DSQ             | DSQ             | DSQ             | DSQ             | DSQ             | DSQ             |
| Snowboard cross maschile           | Luca Matteotti     | non disputate  | non disputate  | Q              | Q              | 3º Q            | 3º Q            | 3º Q            | 3º Q            | 3º Q            | 3º Q            | 6º              | 6º              |
| Snowboard cross maschile           | Emanuel Perathoner | non disputate  | non disputate  | Q              | Q              | DNS             | DNS             | DNS             | DNS             | DNS             | DNS             | DNS             | DNS             |
| Snowboard cross maschile           | Omar Visintin      | non disputate  | non disputate  | Q              | Q              | 2º Q            | 2º Q            | 2º Q            | 2º Q            | DNF             | DNF             | DNF             | DNF             |